# AIM-4 팰컨
AIM-4 팰컨(AIM-4 Falcon)은 미국에서 최초로 실전배치된 공대공 미사일이다.

## 같이 보기
- AIM-26 팰컨
- AIM-54 피닉스